# 新見駅
新見駅（にいみえき）は、岡山県新見市西方にある、西日本旅客鉄道（JR西日本）の駅である。

## 概要
新見市の代表駅で、津山駅・三次駅と並んで中国地方中央部の主要駅の1つである。特急・寝台特急を含めた全列車が停車する。伯備線の普通列車も新郷駅始発の1本（休日運休）と、全線走破する列車、および当駅に発着しない列車以外は当駅を起終点としており、当駅を越えて運転される列車も乗務員の交代が行われることが多い。南北から進められた伯備線の工事は、新見駅構外で伯備両線が結ばれた。なお新見駅は伯備北線の第九区間として作られている。
夜間滞泊も設定されている。
ICカード「ICOCA」は、伯備線のうち当駅以南の全駅と、当駅以北の生山駅、根雨駅および伯耆大山駅以降（米子方面）の駅で利用可能。姫新線、芸備線ではICOCAを利用できない。
事務管コードは▲650414を使用している。

### 乗り入れ路線
当駅の所属線である伯備線と、当駅を終点とする姫新線が乗り入れている。また芸備線の線路名称上の起点は備中神代駅であるが、運転系統上は当駅を起点としている。なお、当駅 - 備中神代駅間の途中にある布原駅には、本来の所属路線である伯備線の列車は全て通過し、芸備線の列車のみ停車する。 駅番号は伯備線のみにJR-V18が設定されている。
特急「やくも」の車内販売は当駅から岡山駅までの区間で営業することが多かったが、2009年（平成21年）9月30日をもって廃止された。

## 歴史
- 1928年（昭和3年）10月25日：国有鉄道伯備線全通に伴い開設[1]。但し当駅を含む備中川面駅 - 上石見駅間の列車の運行は同年11月25日から。
- 1929年（昭和4年）4月14日：作備西線（後の姫新線）が岩山駅まで部分開業[6]。
- 1930年（昭和5年）
  - 2月10日：三神線が備中神代駅から分岐して部分開業。開業時より一部列車（後に全列車）が当駅発着となる。
  - 12月11日：作備西線が津山駅 - 当駅間全通により作備線の一部となる。
- 1936年（昭和11年）10月10日：作備線が姫路駅 - 津山駅 - 当駅間全通により姫新線の一部となる。
- 1937年（昭和12年）7月1日：三神線が芸備線の一部となる。
- 1947年（昭和22年）12月11日：新見駅発 - 津山駅着のお召し列車が運転（昭和天皇の戦後巡幸）[7]。
- 1983年（昭和58年）12月25日：貨物取扱廃止[1]。
- 1987年（昭和62年）4月1日：国鉄分割民営化により、西日本旅客鉄道（JR西日本）の駅となる[1]。
- 1991年（平成3年）4月1日：備中鉄道部が鉄道部制度開始に伴い、第2次鉄道部として駅構内に発足。
- 2008年（平成20年）6月1日：鉄道部制度見直しに伴い、備中鉄道部を廃止。
- 2016年（平成28年）12月17日：ICカード「ICOCA」の利用が可能となる[8][広報 1]。ICカード専用簡易改札機で対応。
- 2021年（令和3年）3月13日：備中高梁駅 - 当駅間でICカード「ICOCA」の利用が可能となる[広報 2]。
- 2024年（令和6年）
  - 3月4日：みどりの窓口の営業を終了[2]。
  - 3月5日：みどりの券売機プラスとみどりの受取機を導入[2]。

## 駅構造
島式ホーム2面4線を持つ地上駅。島式ホーム間にはホームの無い線路が2本あり、貨物列車は全列車この線路に停車するほか、当駅発着の列車の入替用途にも使われている。トイレは駅舎の構内側と1・2番線ホーム津山方にある。各ホーム上には待合室がある。ホーム上屋の柱は古レール等であるが、黒褐色系の塗装がされており、木造風のような景観も示す。
駅舎は木造2階建てで、瓦等で葺かれている。改札口付近には近距離乗車券券売機（ICカードのチャージ等も可能）とみどりの券売機を1台ずつ備えている。ホームと駅舎は地下道で連絡している（地下道はコンクリートの造り、一部木造）。改札を出て右の駅舎内にはJR西日本HeartStoreがあったが、2008年（平成20年）3月に閉店した。
直営駅であり、2008年5月31日までは、伯備線の清音駅 - 新郷駅間各駅、芸備線の坂根駅 - 備後落合駅間各駅、吉備線の全所属駅を管轄していた備中鉄道部が構内に置かれていた。同組織が支社直轄体制に移行して以降も、これらの路線を管轄する管理駅として位置づけられているが、備中高梁駅にも地区駅長（部内的には新見駅助役）を配置して業務を区間毎に分担している。ただし、吉備線の備前三門駅 - 備中高松駅間は岡山駅の管理下（地区駅を介さず岡山駅の直轄）に変更され、総社駅が地区駅として管轄していた吉備線の足守駅 - 東総社駅間と伯備線の備中広瀬駅 - 清音駅間が倉敷駅の傘下（引き続き総社駅が地区駅を担当）に変更された。逆に津山鉄道部管内だった姫新線の月田駅 - 岩山駅間が当駅に移管されている。
布原駅方面にかけて1kmほどの行き違い線が設けられており（新見駅構内扱い）、実質の複線区間となっている。

### のりば
| のりば | 路線   | 方向 | 行先                     | 備考                         |
| ------ | ------ | ---- | ------------------------ | ---------------------------- |
| 1      | 芸備線 | -    | 東城・備後落合・三次方面 | 三次方面は備後落合で乗り換え |
| 2      | 姫新線 | -    | 中国勝山・津山方面       |                              |
| 5      | 伯備線 | 上り | 倉敷・岡山方面           | 一部6番のりば                |
| 6      | 伯備線 | 下り | 米子・松江・出雲市方面   |                              |

付記事項
- 従前より列車運行上の番線番号は、前述したホームのない中線を3番線・4番線と数えてきた。そこで、列車運行と旅客案内とで異なっていた呼称の統一化を図るため[注 2]、2019年3月16日のダイヤ改正より従前の3番のりば・4番のりばの呼称について、それぞれ「5番のりば」・「6番のりば」へと変更された。
- ホーム駅名標における隣の駅の表示は1・2番のりばのみ布原となっており、5・6番のりばは備中神代である。

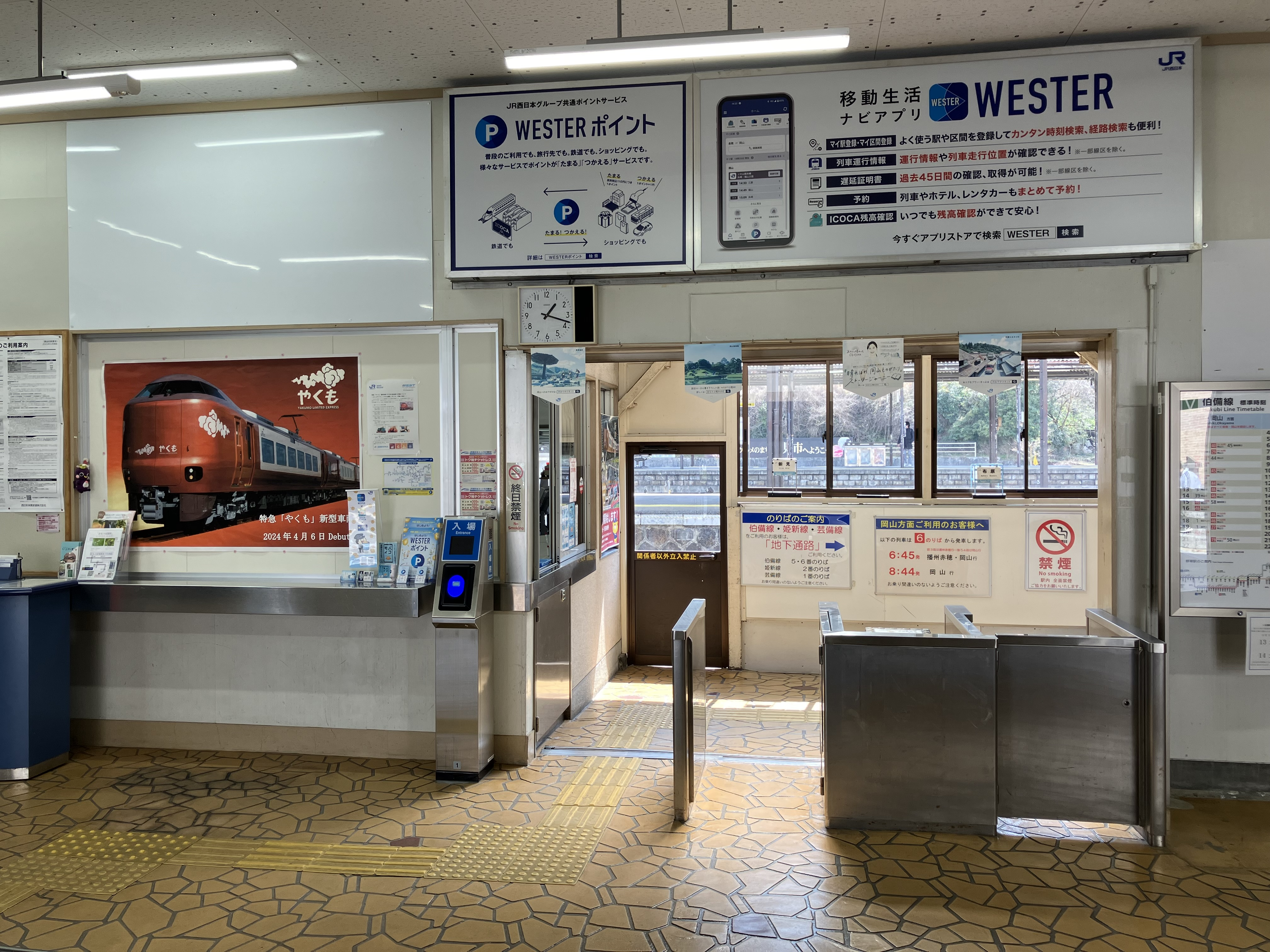
改札口（2024年3月）
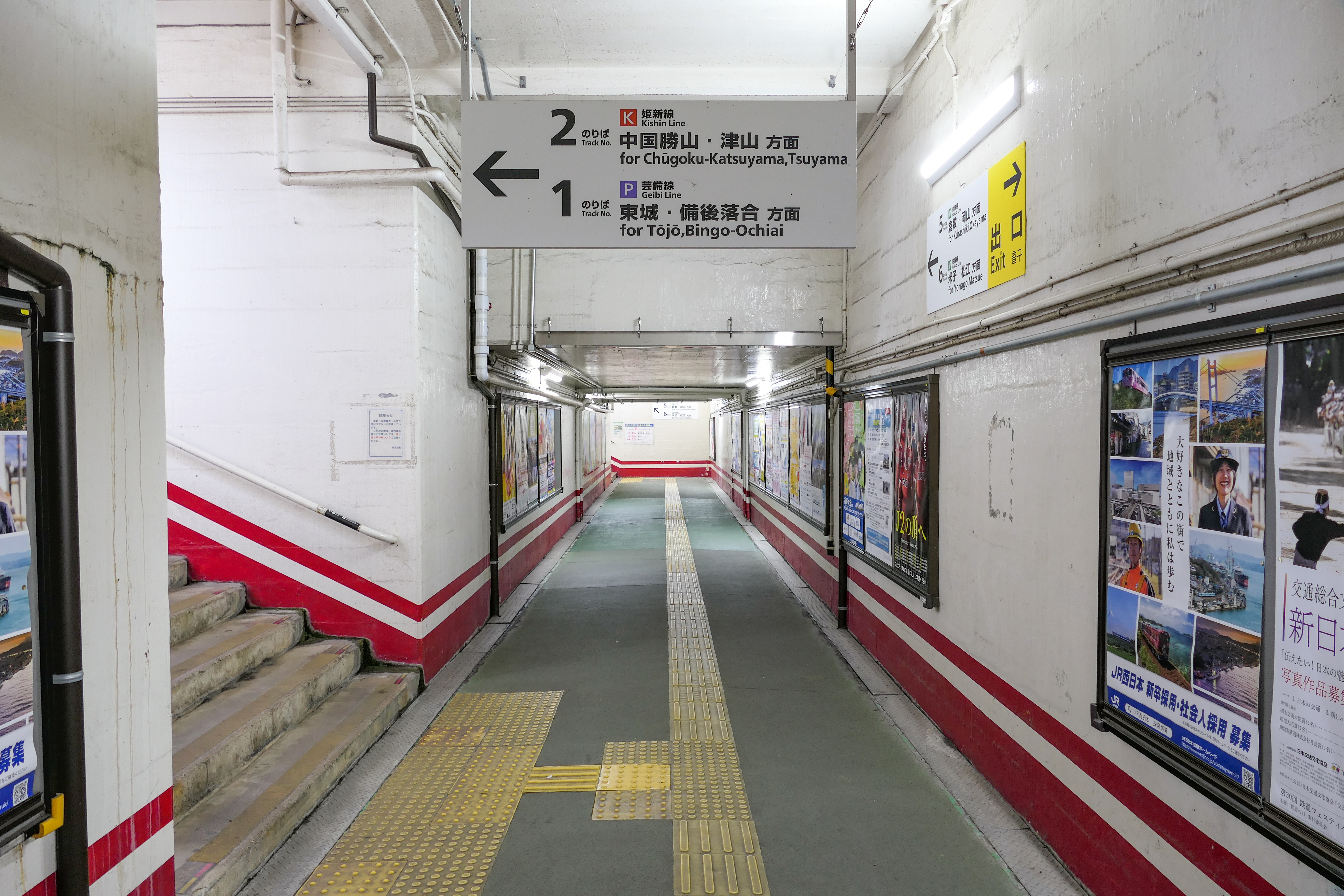
地下道（2023年6月）
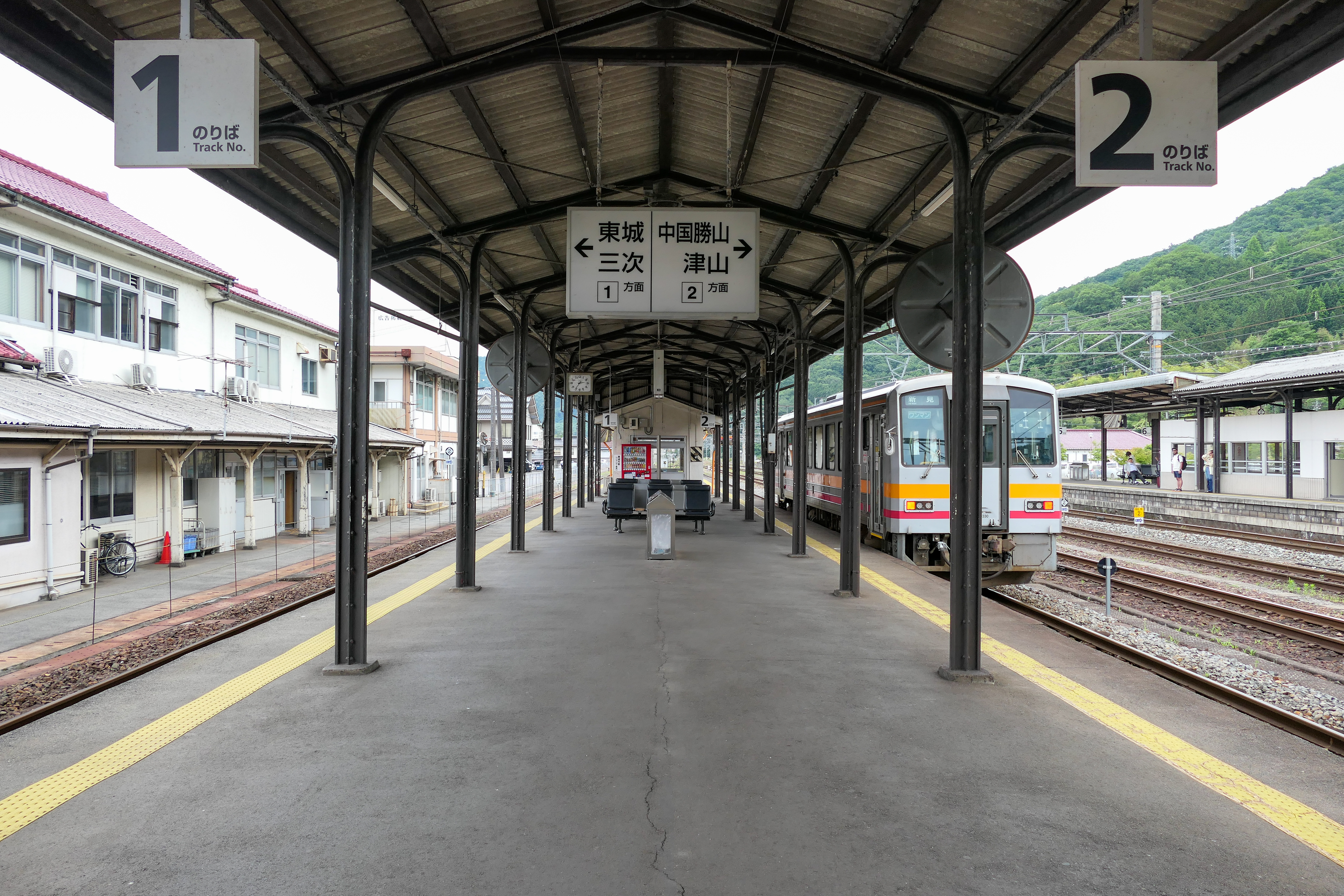
1・2番のりば （2023年6月）
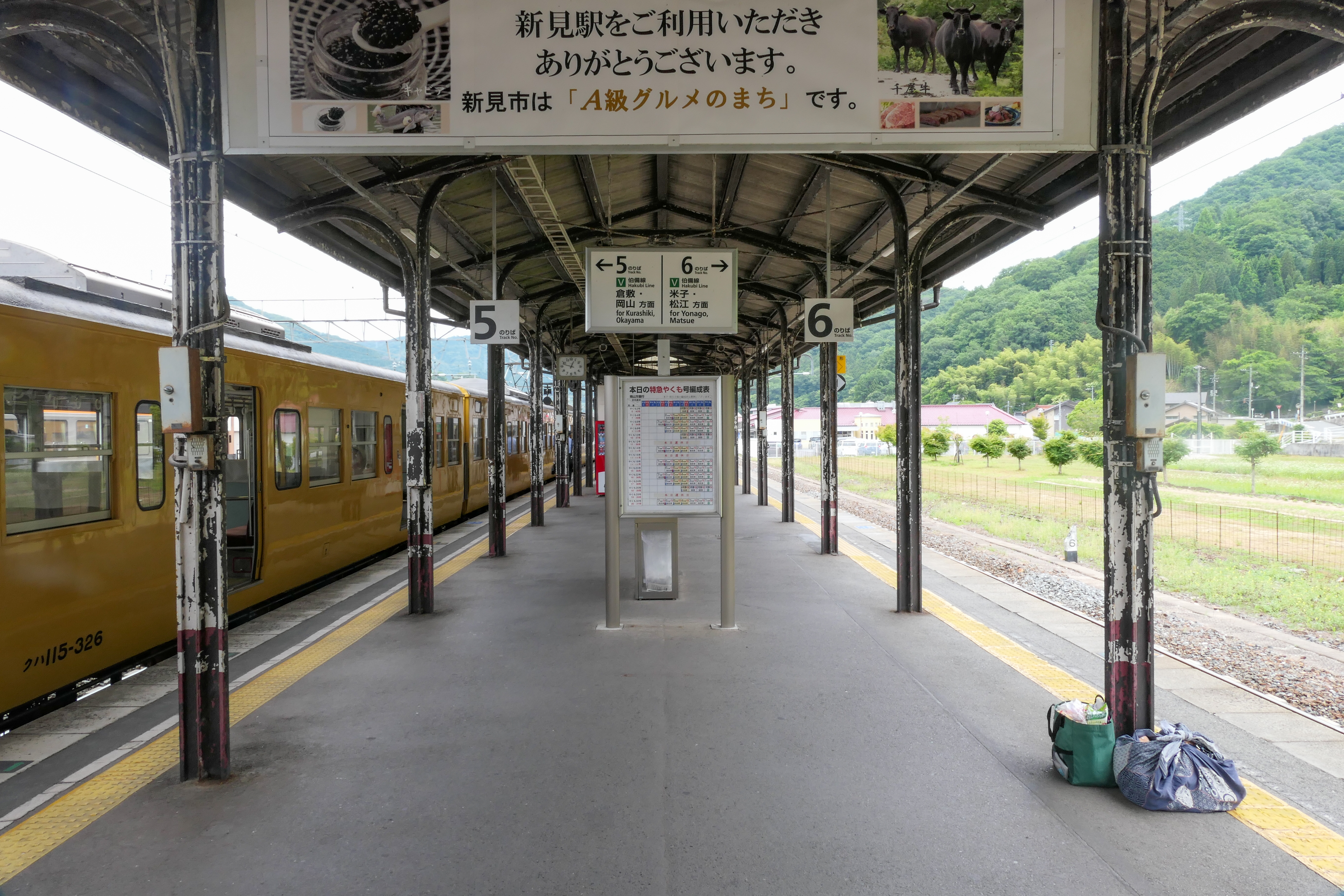
5・6番のりば（旧3・4番のりば） （2023年6月）

## 利用状況
1日の平均乗車人員は以下の通りである。
| 乗車人員推移 | 乗車人員推移 |
| 年度         | 1日平均人数  |
| ------------ | ------------ |
| 1999         | 1,074        |
| 2000         | 1,054        |
| 2001         | 1,046        |
| 2002         | 1,001        |
| 2003         | 1,009        |
| 2004         | 971          |
| 2005         | 916          |
| 2006         | 856          |
| 2007         | 814          |
| 2008         | 789          |
| 2009         | 798          |
| 2010         | 929          |
| 2011         | 818          |
| 2012         | 836          |
| 2013         | 839          |
| 2014         | 815          |
| 2015         | 797          |
| 2016         | 764          |
| 2017         | 770          |
| 2018         | 726          |
| 2019         | 733          |
| 2020         | 475          |
| 2021         | 520          |

## 駅周辺
「新見市新見」はここから1km程南東に行った所を流れる熊谷川の対岸にあり、当駅は本来の「新見」からは離れている。
- 晴れの国岡山農業協同組合新見統括本部
- Aコープあしん店
- 新見郵便局
- 岡山県備中県民局新見地域事務所
- 新見商工会議所
- 新見市立新見第一中学校
- 岡山県立新見高等学校
- 新見公立大学
- 新見美術館
- Cafe de ShiRuBe
- 中国自動車道新見インターチェンジ
- 国道180号
- 国道182号
- 岡山県道・鳥取県道8号新見日南線
- 岡山県道32号新見勝山線
- 岡山県道199号新見停車場線

## バス路線
主に備北バスが運行する路線バスが発着している。
| のりば   | 運行事業者 | 行先 | 備考                   |
| 路線バス | 路線バス   | 路線バス                                                                                                   | 路線バス               |
| -------- | ---------- | --- | ---------------------- |
| 1        | 備北バス   | - 新見千屋温泉 / きらめき広場哲西 / 長谷川病院前・渡辺病院前 / 天原 - 市街地循環「ら・くるっと」：横見方面 |                        |
| 2        | 備北バス   | - 満奇洞 / ピオーネ交流館 / 土橋 / 坂本（高梁市）/ 市役所 - 市街地循環「ら・くるっと」：石蟹方面           | 一部坂本で高梁行に接続 |

## 隣の駅
西日本旅客鉄道（JR西日本）
 伯備線
- 特急「やくも」・寝台特急「サンライズ出雲」停車駅

■普通
石蟹駅 (JR-V17) - 新見駅 (JR-V18) - （布原駅（全列車通過）） - 備中神代駅
 姫新線
■快速
刑部駅 - 新見駅
■普通
岩山駅 - 新見駅
 芸備線（当駅 - 備中神代駅間は伯備線）
■快速（早朝下り1本のみ運転）
新見駅 → 矢神駅
■普通
新見駅 - 布原駅